# Sanggiran
Sanggiran is een bestuurslaag in het regentschap Simeulue van de provincie Atjeh, Indonesië. Sanggiran telt 649 inwoners (volkstelling 2010).